# Fábio Lima
Fábio Virginio de Lima (arab. فابيو دي ليما, ur. 30 czerwca 1993 w Araçagi w stanie Paraíba) – emiracki piłkarz brazylijskiego pochodzenia grający na pozycji ofensywnego pomocnika lub skrzydłowego w klubie Al-Wasl Dubaj oraz reprezentacji Zjednoczonych Emiratów Arabskich.

## Kariera
Fábio Lima rozpoczynał juniorską karierę w brazylijskim klubie Atlético Goianiense. W 2012 zadebiutował w dorosłej drużynie. Od 2014 gra w zespole Al-Wasl Dubaj Zjednoczonych Emiratów Arabskich. W klubie rozegrał już ponad 130 ligowych meczów, zdobywając ponad 100 goli.
W reprezentacji Zjednoczonych Emiratów Arabskich zadebiutował 12 października 2020 w meczu z Uzbekistanem. Pierwszą bramkę zdobył 29 marca 2021 w starciu z Indiami.